# 韋俊安
（1947年5月8日—），英國工黨政治家，曾任蘇格蘭事務大臣、北愛爾蘭事務大臣、樞密院議長、衛生大臣、國防大臣和內政大臣等職。韋俊安在英國下議院擁有議席，代表蘇格蘭的艾爾德里與肖特（Airdrie and Shotts）選區。
韋俊安於2007年至2011年擔任其擁戴球隊的主席。
| 官衔            | 官衔                          | 官衔                        |
| --------------- | ----------------------------- | --------------------------- |
| 前任者： 狄華仁 | 蘇格蘭事務大臣 1999–2001      | 繼任者： 利凱琳             |
| 前任者： 文德森 | 北愛爾蘭事務大臣 2001–2002    | 繼任者： 保羅·墨菲          |
| 前任者： 祈卓禮 | 不管部大臣 兼黨主席 2002–2003 | 繼任者： 麥家禮             |
| 前任者： 郭偉邦 | 樞密院議長 2003               | 繼任者： 莫斯丁的威廉斯勳爵 |
| 前任者： 郭偉邦 | 下議院領袖 2003               | 繼任者： 韓培德             |
| 前任者： 苗易彬 | 衛生大臣 2003–2005            | 繼任者： 賀韻芝             |
| 前任者： 禤智輝 | 國防大臣 2005–2006            | 繼任者： 彭德               |
| 前任者： 祈卓禮 | 內政大臣 2006–2007            | 繼任者： 施卓琪             |